# História das comarcas valencianas
Desde finais do século XIX o território valenciano estruturou-se tradicionalmente numas demarcações territoriais denominadas comarcas. Apesar disso não será até o começo da década de 1960 quando começam a proliferar descrições concretas de delimitações comarcais, a maioria das quais se supeditavam aos limites provinciais espanhóis estabelecidos em 1851 e obviavam critérios linguísticos. No meio das numerosas propostas destacaram especialmente duas: a proposta de V.M. Rosselló, de 1964 e a de Joan Costumar i Riber, do mesmo ano, que além de ter em conta os critérios linguísticos foi também a única que obviavam as províncias e estabelecia quatro regiões valencianas naturais (Norte, Interior, Central e Sul).

## História
As primeiras propostas sobre a estruturação territorial baseada em comarcas surgem nos anos 1930 desde sectores do valencianismo político. O objectivo é encontrar a maneira de cocencionar os territórios com entidade histórica, de forma que servisse de contrapeso em frente ao centralismo administrativo que representavam as províncias. Assim mesmo, dito debate não se dava unicamente na Comunidade Valenciana, sina que também tinha lugar naqueles territórios de Espanha onde se reivindica tradicionalmente maiores cotas de autogoverno. Aliás, quando surgiu a primeira proposta em 1933 de Felip Mateu i Llopis, poucos meses dantes Pau Vila tinha proposto a primeira proposta comarcal para Catalunha. Um ano depois, em 1934, Emili Beüt i Belenguer expõe numa conferência outra proposta comarcal, mas sua difusão resultou ser muito limitada, e não publicar-se-ia até 1970 em Geografia elementar do Regne de Valencia.
Por outra parte, os anteprojetos de autonomia valenciana na II República, contemplavam já a estruturação territorial da Comunidade Valenciana em comarcas. O estalido da Guerra Civil Espanhola em 1936 truncou o projeto autonomista valenciano e, com isso, o incipiente valencianismo político e seu debate territorial. Não obstante, durante a ditadura de Franco seguiram propondo-se propostas comarcais, ainda que desde uma óptica exclusivamente fisiográfica, histórica, e linguística. Dada a natureza política do regime franquista de então não permitir-se-ia propor divisões administrativas diferentes à provincial. Assim, durante esta época surgiram as propostas de Querol Rosso em 1946, a de Vicenç M. Rosselou em 1964, i a de Manuel Sanchis i Guarner em 1966.
Ainda que todas estas propostas mal influíram no âmbito social e político, sim tiveram uma importância significativa no âmbito geográfico e toponímico. Assim mesmo, foram de base importante para as propostas posteriores a 1970, já de carácter algo mais funcional e incluindo o critério demográfico, comunicativo e, por tanto, administrativo, como o do geógrafo Antonio López Gómez em 1970, a proposta de Joan Costumar i Riber, no mesmo ano, ou o de Pérez Puchal em 1979. Finalmente, é a proposta de Joan Costumar, que se fez com a colaboração de Sanchis Guarner e López Gómez, a que consegue maior difusão e popularidade durante o tardofranquismo desde os âmbitos político, cultural, acadêmico, educativo e editorial do País Valenciano.
Não obstante, durante a crispada transição autonômica valenciana, a princípios da década de 1980, o blaverismo chama de pancatalanista a proposta com o argumento de que superava os limites provinciais estabelecidos para estabelecer outra divisão administrativa nos Países Catalães. Em consequência, o blaverismo utiliza a proposta de Emili Beüt i Belenger, dez anos após ser publicado pelo Rat Penat (cujo presidente era então o mesmo Beüt), em contraposição à proposta de Joan Costumar. Paradoxalmente, na proposta original de Beüt de 1934 difere ligeiramente da publicada em 1971, de maneira que na proposta original as comarcas também obviavam os limites provinciais como, por exemplo a comarca da Calderona (núm. 15 no mapa), ou a Serrania de Alcoy (núm. 31).
Apesar disso, depois da criação do Ente Preautonômico do País Valenciano em 1978 e seu conseguinte comunidade autônoma em 1982, a proposta de Costumar se utiliza como base para a conformação de partidos judiciais, publicações estatísticas oficiais, áreas de saúde, mapa escolar, etc. Com o aplicativo prático de dita proposta por parte da Generalidade Valenciana, pôs-se de relevo defeitos estruturais a causa, principalmente, de um aplicativo abusivo do critério linguístico e histórico, em detrimento de critérios urbanísticos e econômicos. Com a tentativa de reparar ditas deficiências, surgem as propostas de Mª José Ribera e Bernardí Cabrer em 1979, de PREVASA em 1981, ou de José Honrubia em 1982.
Todas estas últimas propostas não repensam integralmente o conceito tradicional da "comarca" como unidade territorial, sina que, ainda coincidindo numa perspectiva marcadamente economicista em detrimento do critério linguístico e histórico, partem fundamentalmente da proposta de Costumar, que vai adquirindo um carácter quase definitivo. Não passa assim com outra proposta, a proposta em 1987 por V. M. Rosselló, Josep M. Bernabé e B. Cabrer, no que se define um conceito territorial diferente ao tradicional da comarca, pelo que para evitar confusões conceptuais a unidade se denomina como "governações", evocando uma entidade administrativa que existiu na época foral valenciana. No entanto, ainda assim, as delimitações de ditas "governações" resultam ser, a grandes rasgos, agrupamentos das comarcas propostas por Costumar, mas uma divisão por "governações" teoricamente resultariam ser mais funcionais para uma eventual descentralização administrativa, conquanto tem importantes limitações quanto a coesão territorial desde o ponto de vista sociopolítico.

## Proposta oficial
O Estatuto de Autonomia valenciano contempla a criação de uma Lei de Comarcalização, pelo que a Generalidade Valenciana, num princípio, encarrega um estudo a uma comissão formada por experientes geógrafos e economistas, do que se fizeram várias propostas para o que seria a primeira proposta comarcal oficial. No entanto, ditas propostas não encontram a suficiente vontade política dos governos autonômicos que se sucedem a partir de 1987, com Joan Lerma de Presidente, e a dia de hoje a lei de comarcalização segue pendente.
Como prova disso, no decreto núm. 170 de 28 d'outubro de 1985, a Generalidade pede um relatório à Conselho de Administração Pública para uma eventual "criação de demarcações funcionais com incidência no território da Comunidade Valenciana". Dito relatório publicar-se-ia dois anos mais tarde, em 1987, no que se estabelecem umas Demarcações Territoriais Homologadas (DTH) de três faixas. Dita proposta, na que não se utiliza em nenhum momento a denominação de "comarca" nem de "governações", as DTH de primeiro grau coincidem em grande parte com as comarcas resultantes de Costumar, com acrescentados da proposta de V.M. Rosselló, sobretudo para a província de Alicante, enquanto as de segunda faixa coincide em grande parte com o conceito de "governação" de Rosselló, sendo agrupamentos das DTH de primeiro grau. As DTH de terceiro grau coincidem com as delimitações provinciais.
No entanto, apesar da publicação de dita proposta de demarcações (a primeira oficial), desde a Generalidade ainda não se aprovou uma consequente Lei de Comarcalização, pelo que a consequência prática dessas demarcações, por enquanto, se limitou como referência para a descentralização administrativa dos diferentes serviços da Generalidade, como a educação, a previdência, ou a agricultura. Não existe ainda, por tanto, a "incidência territorial" prevista, isto é, o estabelecimento de órgãos políticos ou administrativos de nível comarcal, como sucede em Catalunha com os Consells Comarcals, sina que as concorrências compartilhadas entre diversos municípios se articulam mediante uma mancomunidade, se podendo superar as delimitações comarcais atuais ainda que não as provinciais.